# 箕面市立第一総合運動場市民体育館
箕面市立第一総合運動場市民体育館（みのおしりつだいいちそうごううんどうじょうしみんたいいくかん）は、大阪府箕面市にある体育館である。愛称はスカイアリーナ。

## 概要
1996年、箕面市体育連盟により設立された。2006年に指定管理者を導入し、サンアメニティが管理者となる。2011年に指定管理者がミズノに変更。
ミズノが管理する市内総合運動場として、第一総合運動場武道館と第二総合運動場もある。
2020年より、V.LEAGUE DIVISION1（当時バレーボールリーグ1部）に所属し箕面市を本拠地とするサントリーサンバーズのホームゲームが開催された。
2021年、箕面市出身のサッカー選手である林大地が東京オリンピックに出場しているとき、同選手への寄せ書きを館内の特別ブースで募集し、同選手の家族に手渡した。

## 施設
スカイアリーナにある施設は以下の通りである。
- メインアリーナ
- サブアリーナ
- 会議室
- トレーニングルーム

## 交通
- 阪急電車箕面線「箕面駅」から徒歩20分[8]
- 駐車場あり（142台）[8]